# Denza
Shenzhen Denza New Energy Automotive är en kinesisk biltillverkare som tillverkar elbilar under namnet Denza.
Denza bildades 2011 som ett samriskföretag mellan kinesiska BYD och tyska Damiler AG (nuvarande Mercedes-Benz Group). En första konceptbil presenterades 2012 och serieproduktion påbörjades 2014. 2021 minskade Mercedes-Benz Group sitt ägande och äger sedan dess 10 procent av bolaget, medan BYD äger 90 procent.

## Bilmodeller i urval
- Denza 500
- Denza D9
- Denza X